# The Unholy Alliance
The Unholy Alliance är en återkommande turné i Nordamerika och Europa med Slayer som huvudband och olika medföljande band.

## The Unholy Alliance Chapter II
The Unholy Alliance Chapter II var en turné 2006 i med de fem metal/thrash metal-/hårdrocks-banden Thine Eyes Bleed, Lamb of God, Children of Bodom, In Flames och Slayer. Dessa fem band gjorde en europaturné under oktober och november, då de bland annat var i England och Sverige. I Sverige kom turnén till Stockholm, Hovet, den 16 november och till Malmömässan den 17 november.
Europaturnén hade föregåtts av motsvarande turné i USA, men då med bandet Mastodon i stället för In Flames.

## The Unholy Alliance Chapter III
År 2008 kom The Unholy Alliance i ny skepnad med nya tag och nya band. Enda bandet från The Unholy Alliance Chapter I och II som är kvar är huvudpelaren i turnén: Slayer.
Slayer följdes denna gång av metalcore-bandet Trivium, svenska death metal-bandet Amon Amarth och metalbandet Mastodon. 
Turnén kom till Stockholm och Annexet den 23 november.